# Shōhei Okada
Shōhei Okada (japanisch 岡田 翔平 Okada Shōhei; * 29. April 1989 in Kawasaki) ist ein japanischer Fußballspieler.

## Karriere
Okada erlernte das Fußballspielen in der Jugendmannschaft des FC Tokyo und der Universitätsmannschaft der National Institute of Fitness and Sports in Kanoya. Seinen ersten Vertrag unterschrieb er 2011 bei Sagan Tosu. Der Verein spielte in der zweithöchsten Liga des Landes, der J2 League. 2011 wurde er mit dem Verein Vizemeister der J2 League und stieg in die J1 League auf. Für den Verein absolvierte er 43 Ligaspiele. 2014 wurde er an den Zweitligisten Shonan Bellmare ausgeliehen. 2014 wurde er mit dem Verein Meister der zweiten Liga und stieg in die erste Liga auf. Für den Verein absolvierte er 38 Ligaspiele. Im August 2015 kehrte er zu Sagan Tosu zurück. Für den Verein absolvierte er 16 Erstligaspiele. 2017 wechselte er zum Zweitligisten Thespakusatsu Gunma. Am Ende der Saison 2017 stieg der Verein in die J3 League ab. 2019 wurde er mit dem Verein Vizemeister der dritten Liga und stieg in die zweite Liga auf.